# さいたま市立大宮西中学校
さいたま市立大宮西中学校（さいたましりつ おおみやにしちゅうがっこう）は、埼玉県さいたま市西区三橋六丁目にある公立中学校。

## シンボル
校歌は白鳥朝詠作詞、市川昭介作曲。校章は土器の壺と勾玉をモチーフとし、左右に藤の花をあしらい、中央に「西中」の文字を入れたもの。

## 沿革
- 1975年（昭和50年） - 大宮市立西中学校として開校。新校舎へ移転。
- 1976年（昭和51年） - 校歌制定。体育館落成。西中学校落成開校式典。校旗制定。
- 1978年（昭和53年） - 部室設置。プール・防球ネット完成。
- 1980年（昭和55年） - 国旗掲揚塔ポール設置。テニスコート完成。
- 1981年（昭和56年） - 校庭ダスト工事。
- 1983年（昭和58年） - 中庭通路舗装工事。
- 1984年（昭和59年） - 創立10周年記念式典。
- 1997年（平成9年） - さわやか相談室設置。
- 1998年（平成10年） - 校庭改修工事、空調設備改修工事完成。学校協議会設置。
- 1999年（平成11年） - 創立25周年記念式典。
- 2001年（平成13年） - 浦和市、与野市との合併に伴いさいたま市立大宮西中学校となる。
- 2005年（平成17年） - 体育館外装工事完成。
- 2006年（平成18年） - 体育館内装工事完成。
- 2011年（平成23年） - 特別支援学級設置。
- 2021年（令和3年） - さいたま市コミュニティ・スクール実施校指定。

## 出身者
- 小石田純一 - お笑い芸人[1]
- 納谷幸林 - 大相撲力士
- 王鵬幸之介 - 大相撲力士
- 夢道鵬幸成 - 大相撲力士
- 春山万太郎 - 大相撲力士
- 琴栄峰央起 - 大相撲力士
- 夢道鵬幸成 - 大相撲力士

## 交通アクセス
- JR大宮駅西口バスターミナル 6番乗り場から東武バスウエスト「シティハイツ三橋」行き20分、「大宮西警察前」下車。